# サルディネーロ海岸

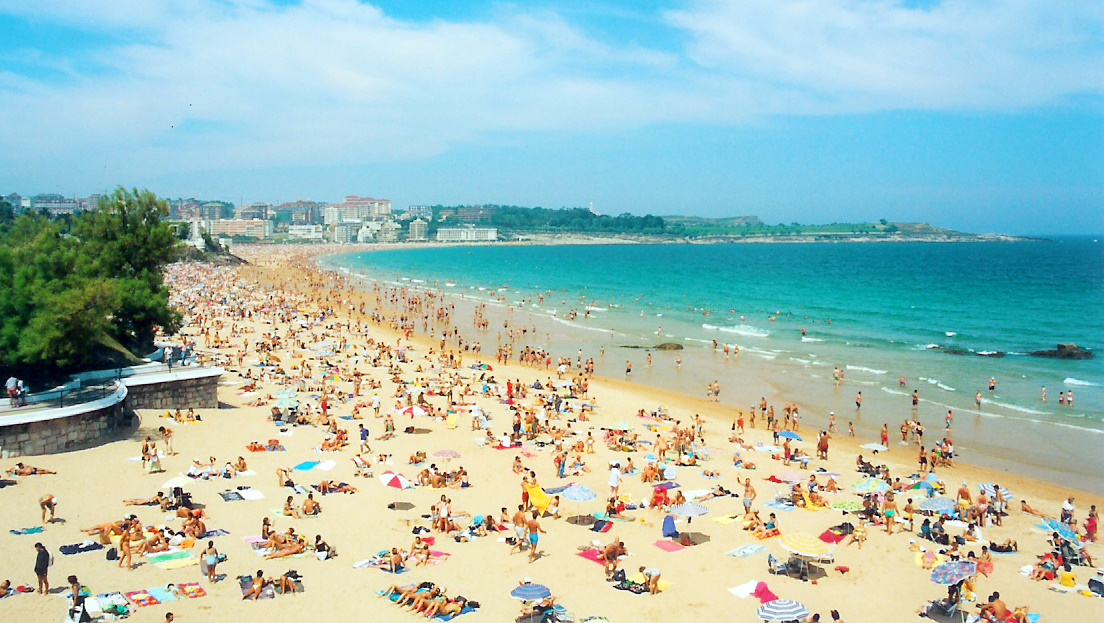
サルディネーロ海岸

サルディネーロ海岸（スペイン語: El Sardinero）は、スペイン・カンタブリア州サンタンデールにある砂浜海岸（ビーチ）。周辺にはホテル、レストラン、カジノなどが多数ある。

## 地理
サルディネーロ海岸は3つの砂浜に分かれている。もっとも北側にありラス・リャマス大西洋公園に近いのがコンチャ海岸である。ピキオ庭園をはさんでサルディネーロ第一海岸がある。2つの砂浜からやや離れて、もっともマグダレーナ半島に近いのがカメーリョ海岸である。3つの砂浜の総延長は約1300メートルである。
サルディネーロ第一海岸にはかつて王侯貴族やブルジョワが集まった。サルディネーロ第一海岸の正面には1916年に建設されたグラン・カジノ・サルディネーロがある。一時は休業していたが、2001年にはカジノとしての営業が再開された。サルディネーロ第一海岸の正面にはグラン・ホテル・サルディネーロなどのホテルも多数ある。グラン・ホテルとグラン・カジノの間にはイタリア広場がある。